# Agylla separata
Agylla separata là một loài bướm đêm thuộc phân họ Arctiinae, họ Erebidae.